# Seven Days (Sting)
Seven Days è una canzone di Sting, estratta come singolo dal suo quarto album solista, Ten Summoner's Tales del 1993. La canzone è guidata da un tempo dispari (5/8) di batteria tenuto da Vinnie Colaiuta.  È stata inclusa in alcune versioni della raccolta The Very Best of Sting & The Police e nell'edizione giapponese dell'album live ...All This Time.
Nel testo vengono utilizzati alcuni versi di Every Little Thing She Does Is Magic, singolo dei Police del 1981; gli stessi versi erano già stati ripresi una volta in O My God nell'album Synchronicity del 1983, sempre dai Police.
Il singolo si è posizionato al 25º posto in classifica nel Regno Unito e al 22º posto in Italia.

## Tracce
CD
1. Seven Days (versione singolo) — 4:13
2. January Stars — 3:50
3. Mad About You (live) — 5:31
4. Ain't No Sunshine (cover di Bill Withers) (live) — 5:06

- Le tracce 3 e 4 sono state estrapolate dall'album Acoustic Live in Newcastle.

Digipack
1. Seven Days (versione singolo) — 4:13
2. Island of Souls (live) — 8:27
3. The Wild Wild Sea (live) — 6:02
4. The Soul Cages (live) — 6:17

- Le tracce 2, 3 e 4 sono state estrapolate dall'album Acoustic Live in Newcastle.

Vinile
1. Seven Days (versione singolo) — 4:13
2. January Stars — 3:50

## Classifiche
| Classifica (1993) | Posizione massima |
| ----------------- | ----------------- |
| Italia            | 22                |
| Regno Unito       | 25                |